# David Dunlap
David Alexander Dunlap (Pembroke, Canadá, 13 de octubre de 1863 - alrededores de Toronto, 29 de octubre de 1924), fue un abogado, ejecutivo de empresas mineras y filántropo canadiense. Adquirió junto con sus socios una mina de plata de Ontario denominada LaRose, que fue la base de la gran fortuna que llegó a acumular.
Como filántropo, se interesó en la financiación de la construcción del observatorio astronómico de la Universidad de Toronto, que debido a su repentina muerte, completó su viuda Jessie Dunlap. En su memoria, la instalación astronómica promovida por el astrónomo Clarence Chant, se denominó Observatorio David Dunlap.

## Semblanza

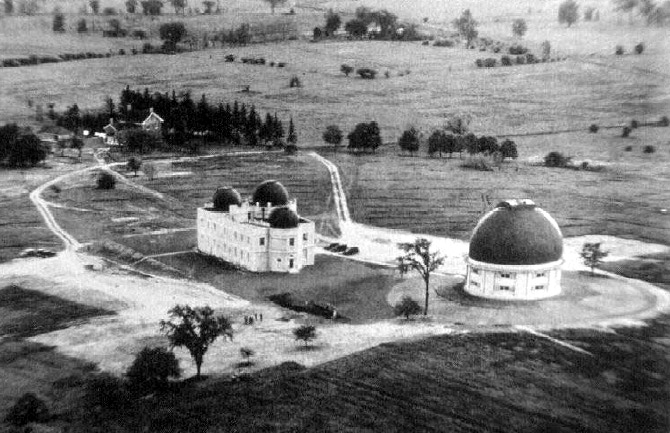
Observatorio David Dunlap en 1935

Tras educarse en escuelas públicas y en el instituto de su localidad natal de Pembroke, continuó sus estudios en Barrie, Ontario y Toronto, donde se graduó con una licenciatura en derecho en Osgoode Hall. Posteriormente se trasladó a Mattawa, Ontario, donde comenzó a ejercer como abogado. Pero pronto se involucró en prospecciones mineras con los dos hermanos Timmins, también residentes en Mattawa, y el trío gestionó con gran éxito la explotación de la mina de plata LaRose, próxima a la localidad de Cobalt. Unos años más tarde, invirtió en minas en la zona de Porcupine, contribuyendo a crear la compañía minera Hollinger Consolidated Gold Mines Limited, de la que fue secretario tesorero entre 1911 y 1919, y vicepresidente entre 1919 y 1924.
Extremadamente rico, Dunlap fue un gran benefactor de la Universidad de Toronto, de la Universidad de San Andrés, de la Iglesia Metodista de Canadá, y del Museo Real de Ontario. También era el propietario de una finca de recreo en el campo de 243 hectáreas (denominada Don Alda, por el segundo nombre de su esposa), convertida posteriormente en el club de golf Donalda. Fue aquí donde falleció Dunlap en 1924, a la edad de 61 años.
Su viuda, Jessie Donalda Dunlap, anunció en 1930 que iba a financiar la construcción de un observatorio para la Universidad de Toronto situado en Yonge Street (justo al sur de Richmond Hill), en memoria de su marido y de su gran interés por la astronomía. El Observatorio David Dunlap se inauguró en 1935. Jessie Dunlap murió en su casa de Highland Avenue el 31 de julio de 1946. Los restos del matrimonio comparten la sepultura familiar del Cementerio de Mount Pleasant.